# Vân An (soạn giả)
Vân An (1932 - 2016) tên thật Nguyễn Văn Nhữ, là một soạn giả cải lương người Việt Nam.

## Tiểu sử
Soạn giả Vân An (tên thật là Nguyễn Văn Nhữ) sinh ngày 25 tháng 12 năm 1935 tại Bến Tre.
 
Ông là tác giả thường trực của Đoàn cải lương Kim Chung và Đoàn cải lương Thủ Đô.
 
Ông qua đời ngày 2 tháng 10 năm 2016 tại nhà riêng ở Quận 2, Thành phố Hồ Chí Minh do đột quỵ.

## Gia đình
Soạn giả Vân An có bảy người con nhưng có hai người con theo con đường nghệ thuật là:
- Nghệ Sĩ Vân Hồng
- Nghệ Sĩ Ưu Tú Vân Hà (chồng là Nghệ Sĩ Ưu Tú Chí Linh)

## Tác phẩm
Soạn giả Vân An đã cống hiến cho nghệ thuật cải lương một gia sản khoản 200 kịch bản cải lương. Trong đó nổi tiếng nhất là các tác phẩm sau đây:
- Mắt em là bể oan cừu
- Trinh nữ lầu xanh
- Quái vật động đình hồ
- Thiếu phụ Nam Xương
- Mười tám năm trường hận
- Ánh lửa chiều xuân